# Euphorbia umfoloziensis
Euphorbia umfoloziensis es una especie de planta fanerógama de la familia de las euforbiáceas. Es endémica del sur de Sudáfrica en KwaZulu-Natal.

## Descripción
Es una planta suculenta perennifolia, arbustiva y espinosa.

## Taxonomía
Euphorbia umfoloziensis fue descrita por Peckover y publicado en Aloe 28: 37. 1991.
Etimología
Ver: Euphorbia
umfoloziensis: epíteto